# My Girl (serie televisiva)
My Girl (hangeul: 마이걸, latinizzazione riveduta: Ma-i geol) è una serie televisiva sudcoreana trasmessa su SBS dal 14 dicembre 2005 al 2 febbraio 2006.

## Trama
Nativa dell'isola di Jeju, Joo Yoo-rin vive con il padre, dipendente dal gioco d'azzardo, e, a causa dei debiti dell'uomo, la ragazza è diventata particolarmente brava a mentire e fare piccole truffe. Quando il padre fugge dall'isola per evitare i creditori, Yoo-rin è determinata a mantenersi da sola e saldare i debiti. Un giorno incontra Seol Gong-chan, unico erede del patrimonio di L'Avenue Hotel. Per assecondare l'ultimo desiderio del nonno morente, Gong-chan assume Yoo-rin per interpretare la nipote del vecchio da lungo tempo perduta. Nonostante sia riluttante perché non vuole mentire a un uomo sul letto di morte, la ragazza accetta per il pressante bisogno di denaro. Per uno strano scherzo del destino, però, l'aver trovato la nipote rende il nonno così felice da farlo ristabilire completamente. Avendo detto di essere cugini, Gong-chan e Yoo-rin si ritrovano costretti a vivere sotto lo stesso tetto e, con il passare del tempo, l'attrazione tra loro cresce, ma non possono assecondarla perché agli occhi degli altri sono imparentati.

## Personaggi
- Joo Yoo-rin, interpretata da Lee Da-hae
- Seol Gong-chan, interpretato da Lee Dong-wook
- Seo Jung-woo, interpretato da Lee Joon-gi
- Kim Se-hyun, interpretata da Park Si-yeon
- Ahn Jin-gyu, interpretato da Jo Kye-hyung
- Ahn Jin-shim, interpretata da Hwang Bo-ra
- Seol Woong, interpretato da Byun Hee-bong
- Jang Il-do, interpretato da Ahn Suk-hwan
- Bae In-sun, interpretata da Choi Ran
- Yoon Jin-kyung, interpretata da Lee Eon-jeong
- Jang Hyung-ja, interpretata da Kim Yong-rim
- Joo Tae-hyung, interpretato da Jung Han-heon
- Assistente di Se-hyun, interpretata da Oh Ji-young
- Choi Ha-na, interpretata da Han Chae-young
- Lee Mong-ryong, interpretato da Jae Hee

## Colonna sonora
- From the Start (첨부터) – Yeon Woo
- Never Say Goodbye – Mario feat. Nesty
- About Thirty Times (서른번쯤) – Kyo
- Alone – Im Jae-wan
- A Mermaid Who Loved a Shark (상어를 사랑한 인어) – Jo Kwan-woo
- All the Time (늘) – Tree Bicycle
- My Girl – Park Yong-suk
- Love Must Be Difficult (사랑은 힘든가봐) – Lee Ji-soo
- Alone – KARA
- A Mermaid Who Loved a Shark (상어를 사랑한 인어) – Park Hee-kyung
- Happy Happy – Song Bo-ram
- Love is Boring (사랑이 심심해서) – K2

## Riconoscimenti
| Anno | Premio           | Categoria                                           | Ricevente    | Risultato       |
| ---- | ---------------- | --------------------------------------------------- | ------------ | --------------- |
| 2005 | SBS Drama Awards | Premio all'eccellenza, attrice in un drama speciale | Lee Da-hae   | Vincitore/trice |
| 2006 | SBS Drama Awards | Migliori dieci stelle                               | Lee Da-hae   | Vincitore/trice |
| 2006 | SBS Drama Awards | Premio nuova stella                                 | Park Si-yeon | Vincitore/trice |
| 2006 | SBS Drama Awards | Premio alla produzione                              | Lee Ho-yeon  | Vincitore/trice |